# Nils Olsson (spelman, född 1887)
Nils Olof Olsson, stundom kallad Snus Nisse eller Nisch Orsa, född 29 juli 1887 i Sundsvalls församling, Västernorrlands län, död 14 februari 1973 i Sundsvalls Gustav Adolfs församling, Västernorrlands län, var en svensk målare, spelman och upptecknare i Sundsvall.
Olsson var till en början en skicklig dragspelare, men började vid 38 års ålder intressera sig för fiol, även om han bara nödhjälpligt lärde det senare rent tekniskt. Hans folkmusiksintresse utmynnade även i ett intresse för uppteckning, och han har dokumenterat ett värdefullt notmaterial för framtiden, främst från Medelpad. För sina egna kompositioner och för sitt uppteckningsarbete förärades han Zornmärket i guld 1954, Kjellström-plaketten och Samfundet för hembygdsvårds plakett.
Olsson var något kontroversiell i spelmanskretsar, omtyckt för sitt uppteckningsarbete, men ibland ogillad för sina fräna uttalanden om spelmäns och låtars ”äkthet”.

## Publikationer i urval
- Olsson, Nils (red.) (1937?). Fiollåtar från Medelpad. Stockholm: Lundquist
- Olsson, Nils (1938). Folkmelodier från Medelpad.
- Olsson, Nils (1952). Spelmän i Tuna. Tunabygden (Matfors). 1952(4), s. 12-14
- Olsson, Nils (1959). Seder och bruk vid bröllop i Sättna, Medelpad, under senare delen av 1800-talet. Hembygden (Stockholm). 1959(38), s. 12-14
- Olsson, Nils & Andersson, Olof (red.) (1962). 12 fiollåtar från Medelpad. Stockholm: Abr. Lundquist